# Biagio Marini
Biagio Marini (* 3. Februar 1594 in Brescia, getauft 5. Februar 1594 in Brescia; † 17. November 1663 in Venedig) war ein italienischer Violinist und Komponist des Barock.

## Leben
Biagio Marini wurde vermutlich von seinem Onkel Giacinto Bondioli unterrichtet. Ab 1615 wirkte er als Violinist unter Claudio Monteverdi am Markusdom in Venedig, 1620 in Brescia. 1621 findet sich seine Spur am Hof der Farnese in Parma. Fast 30 Jahre lang war er in den Diensten des Herzogs und Pfalzgrafen Wolfgang Wilhelm in Neuburg an der Donau und an dessen Hof in Düsseldorf tätig. Ebenfalls sind Aufenthalte in Brüssel (1624) belegt. In Italien wirkte er danach in Mailand, wo er ab 1649 und nochmals ab 1654 Kapellmeister an der Kirche Santa Maria della Scala war, sowie in Venedig, wo er 1652 kurz als Bass und Instrumentalist am Markusdom angestellt war. Diese Stellung wurde ihm 1653 wegen unerlaubter Abwesenheit gekündigt, während der er zum Kapellmeister der Academia delle Morte in Ferrara ernannt worden war. 1654 kam er wieder nach Mailand, 1655/1656 nach Vicenza und 1661 als Maestro di camera an die Privatkapelle des Bischofs von Padua. Aus drei Ehen Marinis entstammten fünf Kinder.

## Bedeutung
Marini nahm eine wichtige Stellung in der Entwicklung der frühen Violin- und Triosonate ein. In seinen Werken finden sich erstmals spieltechnische Neuerungen wie Doppel- oder Tripelgriffe und das Bogenvibrato. Auch führt er als erster die Skordatur in zwei Sonaten des Op. 8 ein. Den aus der Vokalmusik übernommenen Echoeffekt steigert er durch Verzierungen, Engführungen und Verdopplungen.
Er gilt als früher Virtuose seines Instruments und als einer der ersten bedeutenden Komponisten von Instrumentalmusik. Die Wirkung Marinis auf die italienische Musik im 17. Jahrhundert kann verglichen werden mit jener von Heinrich Schütz auf die deutsche Musik seiner Zeit.

## Gedruckte Werke
- Op. 1 Affetti musicali […] da potersi suonar con Violini, Cornetti et ogni Sorte di Strumenti musicali (Venedig 1617)
- Op. 2 Madrigali e Symfonie a 1, 2, 3, 4, 5 (Venedig 1618)
- Op. 3 Arie, Madrigali e Corenti a 1, 2 e 3 (Venedig 1620)
- Op. 5 Scherzi e Canzonette a 1 e 2 Voci (Parma 1622)
- Op. 6 Le Lagrime d’Erminia in Stile Recitativo für eine Stimme und B. c. (Parma 1623)
- Op. 7 Per le Musiche di Camera Concerti a 4, 5 e 6 Voci e Strumenti (Venedig 1634)
- Op. 8 Sonate, Sinfonie, Canzoni, Passemezzi, Balletti, Corenti, Gagliarde e Ritornelli a 1, 2, 3, 4, 5 & 6 Voci per ogni Sorte d'Instrumenti (Venedig 1629)
- Op. 9 Madrigaletti a una, due, tre e quattro Voci con alcune Villanelle nella Chitariglia  spagnola, Chitarrone o altro simile Strumento (Venedig 1635)
- Op. 13 Compositioni varie per Musica di Camera (Venedig 1641)
- Op. 15 Corona melodica ex diversis sacrae Musicae Floribus concinnata (Antwerpen 1644)
- Op. 16 Concerto terzo delle Musiche da Camera (Mailand 1649)
- Op. 18 Salmi per tutte le Solennità dell’Anno concertati nel moderno Stile a 1, 2 e 3 Voci con Violini e senza (Venedig 1653)
- Op. 20 Vesperi per tutte le Festività dell’Anno a quattro Voci da cantarsi a Cappella e nell’Organo (Venedig 1654)
- Op. 21 Lacrime di Davide sparse nel Miserere concertato in diversi Modi a 2, 3 e 4 Voci (Venedig 1655)
- Op. 22 Per ogni Sorte di Strumento musicale diversi Generi di Sonate, da Chiesa e da Camera a 2, 3 e 4 [Voci] (Venedig 1655)
- 2 Motetten in Sacra corona […] di diversi eccellentissimi Autori moderni (Vicenza 1656 und Antwerpen 1659)
- 2 Motetten in Teatro musicale de Concerti ecclesiastici […] di diversi celebri e nomati Autori (Mailand 1649)